# Levantamento de peso nos Jogos Pan-Americanos de 2023 - Até 102 kg masculino
A categoria até 102 kg masculino do levantamento de peso nos Jogos Pan-Americanos de 2023 foi disputada em 23 de outubro de 2023 no Ginásio Chimkowe, em Peñalolén. Um total de 16 halterofilistas de 15 Comitês Olímpicos Nacionais (CON) participaram do evento.

## Calendário
Horário local (UTC−3).
| Data          | Hora  | Fase      |
| ------------- | ----- | --------- |
| 23 de outubro | 16:00 | Arranco   |
| 23 de outubro | 17:25 | Arremesso |

## Medalhistas
| Ouro   | COL Jhonatan Rivas       |
| Prata  | CUB Juan Carlos Zaldívar |
| Bronze | VEN Jhohan Sanguino      |

## Resultados
A competição foi realizada em um único dia até a definição dos medalhistas:
| Pos.              | Halterofilista       | CON                      | Grupo | Arranque (kg) | Arranque (kg) | Arranque (kg) | Arranque (kg) | Arremesso (kg) | Arremesso (kg) | Arremesso (kg) | Arremesso (kg) | Total |
| Pos.              | Halterofilista       | CON                      | Grupo | 1             | 2             | 3             | Result.       | 1              | 2              | 3              | Result.        | Total |
| ----------------- | -------------------- | ------------------------ | ----- | ------------- | ------------- | ------------- | ------------- | -------------- | -------------- | -------------- | -------------- | ----- |
| Medalha de ouro   | Jhonatan Rivas       | COL Colômbia             | A     | 172           | 176           | –             | 176           | 202            | 206            | –              | 206            | 382   |
| Medalha de prata  | Juan Carlos Zaldívar | CUB Cuba                 | A     | 161           | 166           | 170           | 166           | 201            | 206            | 209            | 209            | 375   |
| Medalha de bronze | Jhohan Sanguino      | VEN Venezuela            | A     | 162           | 166           | 170           | 166           | 200            | 205            | 209            | 205            | 371   |
| 4                 | Yeison López Cuello  | COL Colômbia             | A     | 155           | 160           | 163           | 163           | 202            | 209            | 209            | 202            | 365   |
| 5                 | Antonio Govea        | MEX México               | A     | 157           | 162           | 165           | 165           | 191            | 196            | 196            | 196            | 361   |
| 6                 | Morgan McCullough    | USA Estados Unidos       | A     | 148           | 153           | 158           | 158           | 190            | 196            | 201            | 196            | 354   |
| 7                 | Marco Túlio Machado  | BRA Brasil               | A     | 162           | 162           | 163           | 163           | 190            | 190            | 200            | 190            | 353   |
| 8                 | Amel Atencia         | PER Peru                 | A     | 150           | 150           | 155           | 155           | 190            | 195            | 196            | 196            | 351   |
| 9                 | Luis Lamenza         | PUR Porto Rico           | A     | 155           | 160           | 165           | 160           | 180            | 190            | 190            | 180            | 340   |
| 10                | Noah Santavy         | CAN Canadá               | A     | 150           | 155           | 155           | 150           | 185            | 190            | 190            | 185            | 335   |
| 11                | Nicolás Cuevas       | CHI Chile                | A     | 143           | 146           | 150           | 146           | 177            | 177            | 177            | 177            | 323   |
| 12                | Juan José Prieto     | PAR Paraguai             | A     | 140           | 145           | 150           | 145           | 170            | 170            | 180            | 170            | 315   |
| 13                | Confesor Santana     | DOM República Dominicana | A     | 130           | 137           | 140           | 140           | 165            | 175            | 181            | 175            | 315   |
| 14                | Diego Picún          | URU Uruguai              | A     | 127           | 132           | 137           | 132           | 150            | 157            | 166            | 166            | 298   |
| 15                | Wilmer Contreras     | ECU Equador              | A     | 130           | 135           | –             | 135           | 150            | –              | –              | 150            | 285   |
| 16                | Quontana Clarke      | BAR Barbados             | A     | 95            | 100           | 100           | 95            | 125            | 132            | 137            | 137            | 232   |